# Tomas Leandersson
Rolf Tomas Leandersson, född 11 april 1966 i Degerfors församling, Örebro län, död 2 november 2021 i Karlskoga, var en svensk högerhänt bowlingspelare. Han är den svensk som tagit flest VM-medaljer i bowling.
Leandersson spelade med klubben Team Pergamon och var den som startade upp bowlinghallen i Degerfors som ligger på Stora Valla.

## Karriär

### Idrottsliga prestationer
Tomas Leandersson var den första spelaren att vinna hela fyra SM i rad.
År 2008 tog han silver i dubbeldistans vid världsmästerskapet i bowling i Bangkok.
Leandersson ledde också det europeiska bowlinglaget i Weber Cup från 2000 till 2007.

### Uppdrag
I december 2006 tog Leandersson över som förbundskapten i Sveriges herrlandslag i bowling. Han innehade positionen som förbundskapten fram till augusti 2013.

## Utmärkelser
Leandersson har bland annat utsetts till årets svenska bowlare fyra gånger (1989, 1993, 1999 och 2000), världens bästa amatör (1993) och 2000 valdes han in i bowlingens Hall of Fame i St. Louis.
Leandersson utsågs till ambassadör för Degerfors 1999.

## Personligt

### Död
Leandersson avled den 2 november 2021 efter en lång tids sjukdom.